# Shanice Craft
Shanice Craft, nemška atletinja, * 15. maj 1993, Mannheim.
Za Nemčijo je na Evropskem prvenstvu v atletiki 2014 in 2016 osvojila bronasto medaljo v metu diska.
Njen oče je nekdanji afro-ameriški vojak stacioniran v Mannheimu, mati pa je nekdanja nemška plavalka.

## Dosežki
| Predstavnica države Nemčija | Predstavnica države Nemčija          | Predstavnica države Nemčija    | Predstavnica države Nemčija | Predstavnica države Nemčija | Predstavnica države Nemčija |
| --------------------------- | ------------------------------------ | ------------------------------ | --------------------------- | --------------------------- | --------------------------- |
| 2009                        | Mladinsko svetovno prvenstvo         | Brixen, Italija                | 3. mesto                    | met diska                   | 49,15 m                     |
| 2010                        | Mladinske Olimpijske igre            | Singapur                       | 1. mesto                    | met diska                   | 55,49 m                     |
| 2011                        | Evropsko mladinsko prvenstvo         | Talin, Estonija                | 1. mesto                    | met diska                   | 58,65 m                     |
| 2012                        | Svetovno mladinsko prvenstvo         | Barcelona, Španija             | 1. mesto                    | suvanje krogle              | 17,15 m                     |
| 2012                        | Svetovno mladinsko prvenstvo         | Barcelona, Španija             | 2. mesto                    | met diska                   | 60,42 m                     |
| 2013                        | Evropsko dvoransko prvenstvo         | Gothenburg, Švedska            | 11. mesto (q)               | suvanje krogle              | 17,30 m                     |
| 2013                        | Evropski pokal v zimskih metih (U23) | Castellón de la Plana, Španija | 1. mesto                    | met diska                   | 60.14 m                     |
| 2013                        | Evropsko prvenstvo do 23 let         | Tampere, Finska                | 2. mesto                    | suvanje krogle              | 17,29 m                     |
| 2013                        | Evropsko prvenstvo do 23 let         | Tampere, Finska                | 2. mesto                    | met diska                   | 58,64 m                     |
| 2014                        | Evropski pokal v zimskih metih (U23) | Leiria, Portugalska            | 1. mesto                    | met diska                   | 64,16 m                     |
| 2014                        | Evropsko dvoransko prvenstvo         | Zürich, Švica                  | 3. mesto                    | met diska                   | 64,33 m                     |
| 2015                        | Evropsko prvenstvo do 23 let         | Talin, Estonija                | 2. mesto                    | Shot put                    | 17,29 m                     |
| 2015                        | Evropsko prvenstvo do 23 let         | Talin, Estonija                | 1. mesto                    | met diska                   | 63,83 m                     |
| 2015                        | Svetovno prvenstvo                   | Peking, Kitajska               | 7. mesto                    | met diska                   | 63,10 m                     |
| 2016                        | Evropsko prvenstvo                   | Amsterdam, Nizozemska          | 3. mesto                    | met diska                   | 63,89 m                     |

## Osebni rekordi
Zunanji
- Suvanje krogle – 17,75 (Ulm 2014)
- Met diska – 65,88 (Ulm 2014)

Dvoranski
- Suvanje krogle – 17,66 (Dortmund 2013)